# Gnathovorax cabreirai
Gnathovorax cabreirai es la única especie conocida del género extinto Gnathovorax de dinosaurio saurisquio herrerasáurido, que vivió en el Carniense, a principios del período Triásico superior, hace aproximadamente 233 millones de años, en lo que es hoy Sudamérica.  Es uno de los dinosaurios más antiguos que se conocen. Los fósiles de este antiguo dinosaurio fueron descubiertos en los sedimentos de la Formación Santa María en el estado de Rio Grande do Sul, Brasil.

## Descripción
Era un depredador pequeño, que alcanzaba una longitud de unos 3 metros. Había tres dientes en la premaxila , en contraste con Herrerasaurus, que poseía cuatro. El contacto entre el premaxilar y el maxilar abarcaba dos fenestras, una fenestra subnarial que estaba situada en la parte baja del hocico y una fenestra más pequeña adicional situada encima de ella. Mientras que una fenestra subnarial es común en herrerasáuridos y terópodos, la fenestra adicional es exclusiva de Gnathovorax. Al igual que otros arcosaurios , una pequeña cuenca conocida como fosa antorbital está presente frente a la fenestra antorbital . Muchos saurisquios tempranos tienen un agujero llamado fenestra promaxilar situado en la fosa antorbital, pero este agujero está ausente en Gnathovorax. Por otro lado, Gnathovorax posee una cresta delgada característica que bordea una emarginación adicional dentro de la fosa antorbital. Hay una pequeña depresión entre esta cresta y la cresta que forma el borde de la fosa antorbital. La rama inferior del lagrimal es delgada y se extiende hasta la mitad del borde inferior de la órbita, similar al Daemonosaurus pero diferente del Herrerasaurus. La mayoría de los otros aspectos del cráneo, como el grueso escamoso , la rama frontal expandida del yugal, la forma de la fenestra infratemporal y la falta de dientes de paladar, son más similares a los herrerasáuridos entre los primeros dinosaurios.

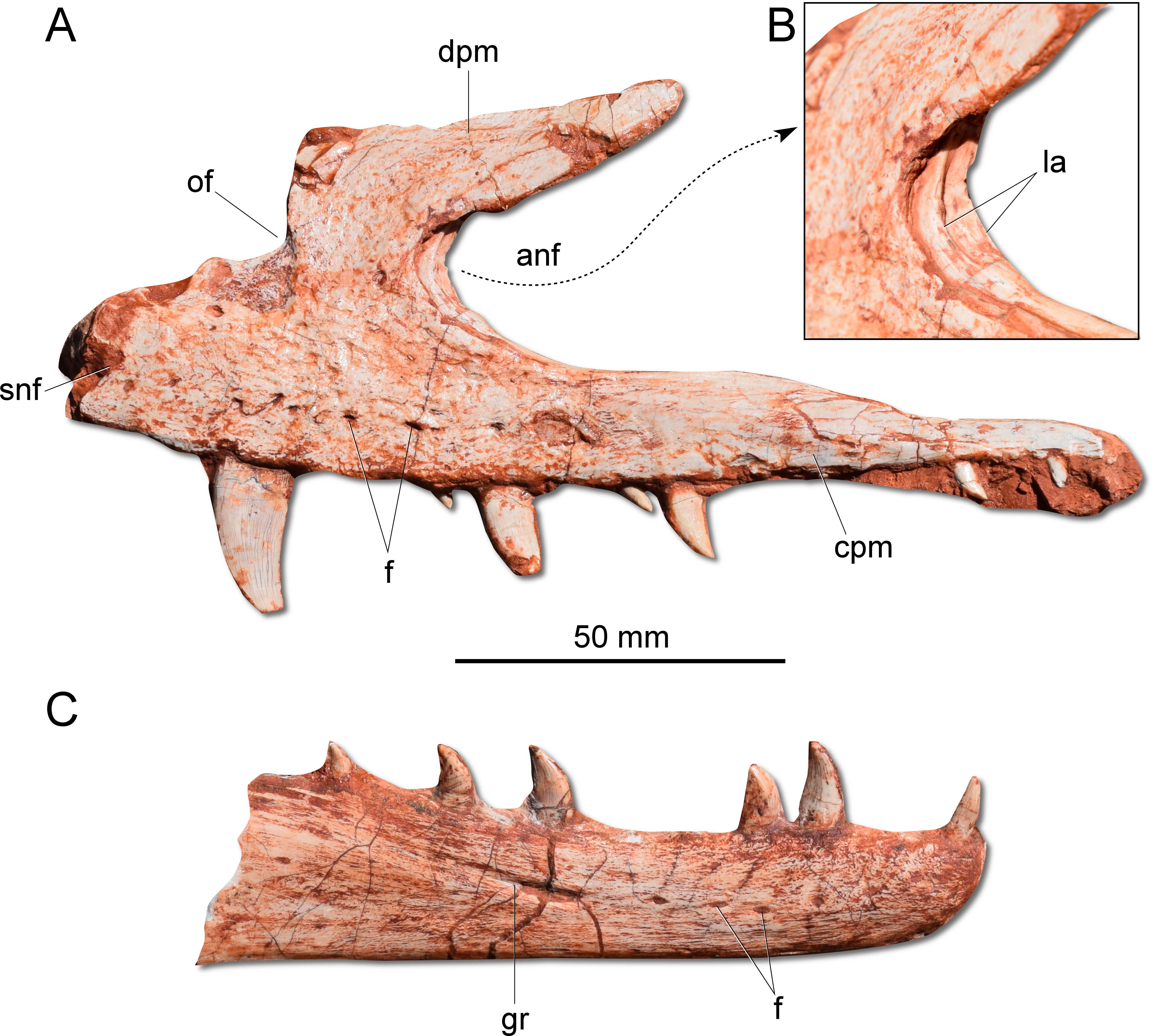
Maxilar y dentario

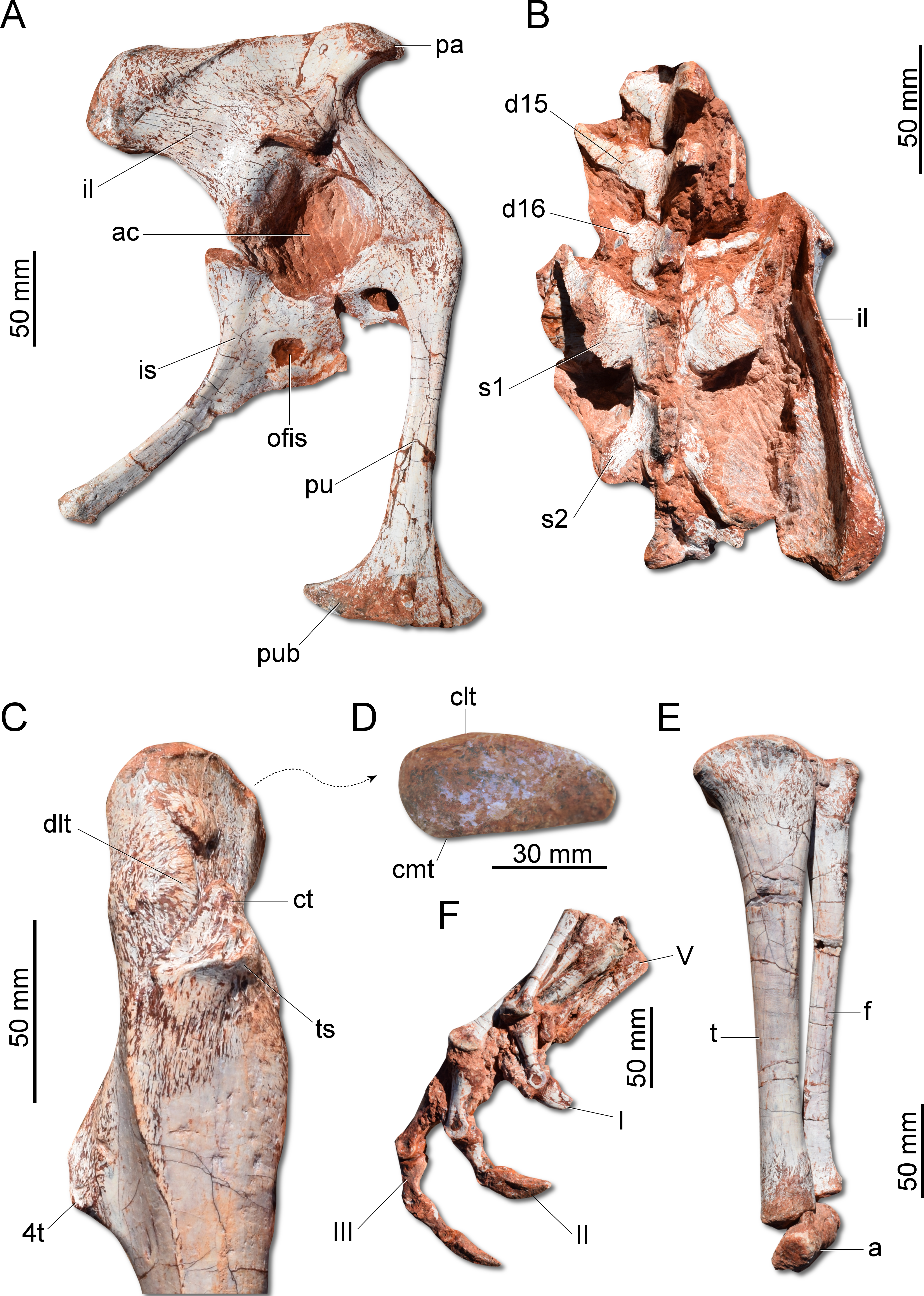
Pelvis y extremidades posteriores.

El hueso supraoccipital en la parte superior de la caja cerebral es trapezoidal cuando se ve desde atrás, a diferencia del supraoccipital triangular de Herrerasaurus y tiene una cresta en forma de cuchilla en la parte superior. El cóndilo occipital también es más grueso, el basioccipital tiene un contacto en forma de V, en lugar de U, con el parabasisfenoide , y los procesos paroccipitales son más grandes en Gnathovorax en comparación con Herrerasaurus. De lo contrario, la caja cerebral es similar entre los dos taxones. El dentario carece de cualidades de sauropodomorfo y en cambio, probablemente poseía una articulación deslizante en la barbilla similar a otras herrerasáuridos, aunque la preservación no es lo suficientemente buena como para confirmarlo completamente. Los 3 dientes premaxilares, 19 maxilares y 14 dentados son todos delgados, curvos y con forma de cuchilla. Hay estrías en el borde distal de todos los dientes, y los dientes maxilares también tienen estrías en el borde mesial.

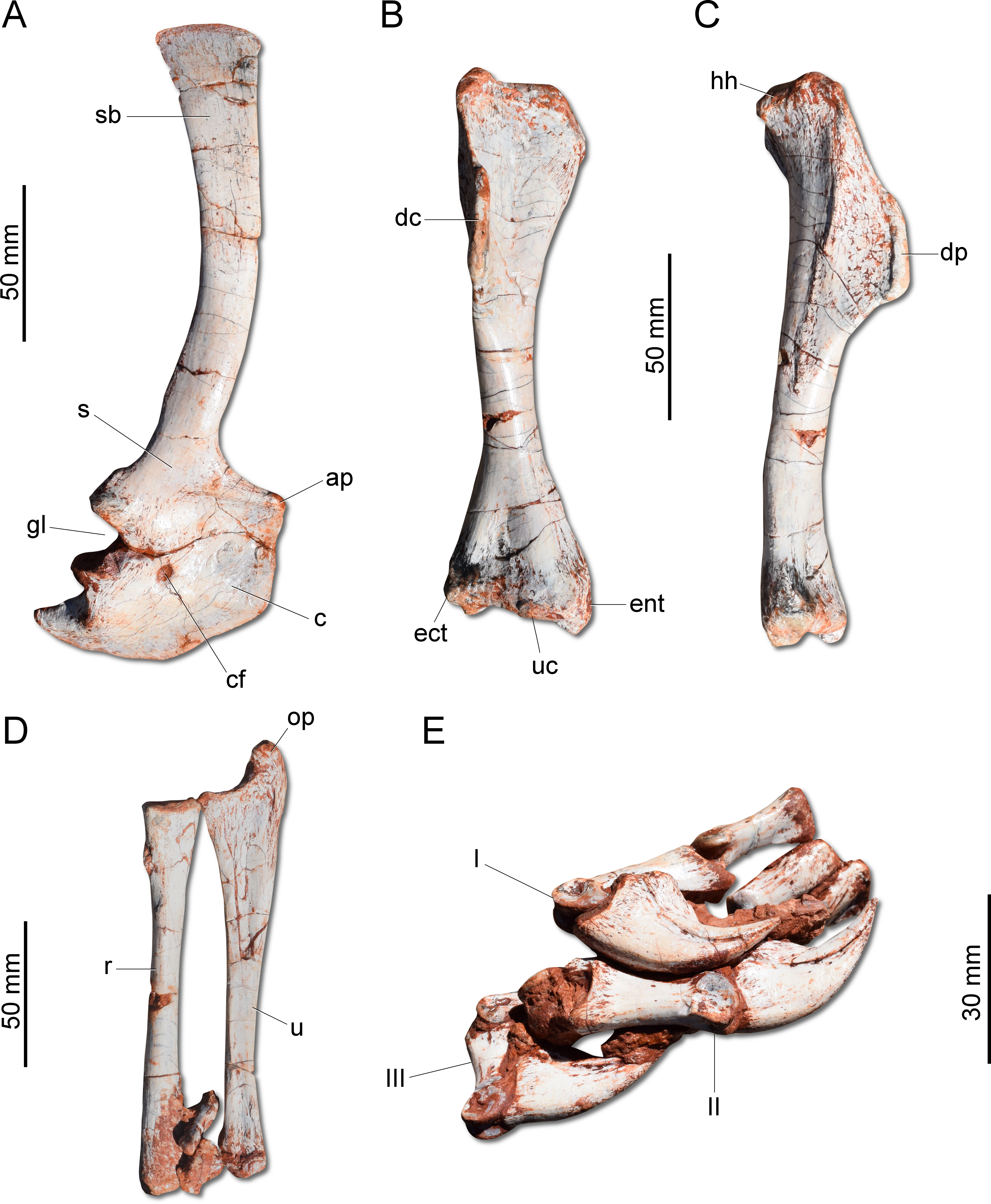
Cintura escapular y extremidades anteriores.

El cuello es corto, con quillas a lo largo del borde inferior de sus vértebras (como otras herrerasauridas) y procesos transversales largos (como Sanjuansaurus específicamente). Las vértebras dorsales son similares a las de otras herrerasauridas, aunque las puntas de las espinas neurales están ligeramente expandidas. Al igual que con los herrerasáuridos y la mayoría de los reptiles no dinosaurios, solo dos vértebras forman el sacro. Sin embargo, Gnathovorax también tiene su última vértebra dorsal rodeada por el ilion, placa superior de la cadera, aunque sus procesos transversales no son lo suficientemente largos como para entrar en contacto con el ilion, por lo tanto, no califica como vértebra sacra. Las vértebras de la cola son más parecidas a Herrerasaurus, con zigapófisis bajas y alargadas., espinas neurales que apuntan hacia arriba y procesos transversales que son semicirculares en sección transversal.
Gnathovorax es la única combinación de características herrerasáuridas de la escápula, como la curvatura posterior, una punta expandida y ninguna fusión con el coracoide. El resto del antebrazo es similar al de Herrerasaurus , con un área del codo fuertemente desarrollada y una mano larga. El ilion es corto, aunque tiene una punta frontal puntiaguda en contraste con el borde frontal redondeado de otras herrerasáuridos. Gnathovorax es el  único herrerasáurido en la que el pubis es sinuoso a la vista frontal y se proyecta hacia abajo en la vista lateral. El pubis también posee una gran bóveda púbica con un borde inferior liso, similar a otros herrerasáuridos, aunque carece de la bóveda púbica biselada de Staurikosaurus. A diferencia de otras herrerasáuridos, pero como lagerpetidos, el isquion tiene un agujero conocido como agujero obturador en su base. La cabeza femoral es más simple que la de otras herrerasauridas, con un pequeño tubérculo craneomedial (protuberancia interna frontal) y sin tubérculo caudomedial, protuberancia interna posterior. De lo contrario, el fémur posee todos los sitios de fijación muscular típicos de los dinosaurios basales. La tibia tiene un 90% de la longitud del fémur, a diferencia del Staurikosaurus que tiene una tibia más larga. El resto de la parte inferior de la pierna es similar al Herrerasaurus , pero el pie tiene tres falanges en el quinto dedo del pie, mientras que Herrerasaurus solo tiene uno.

## Descubrimiento e investigación

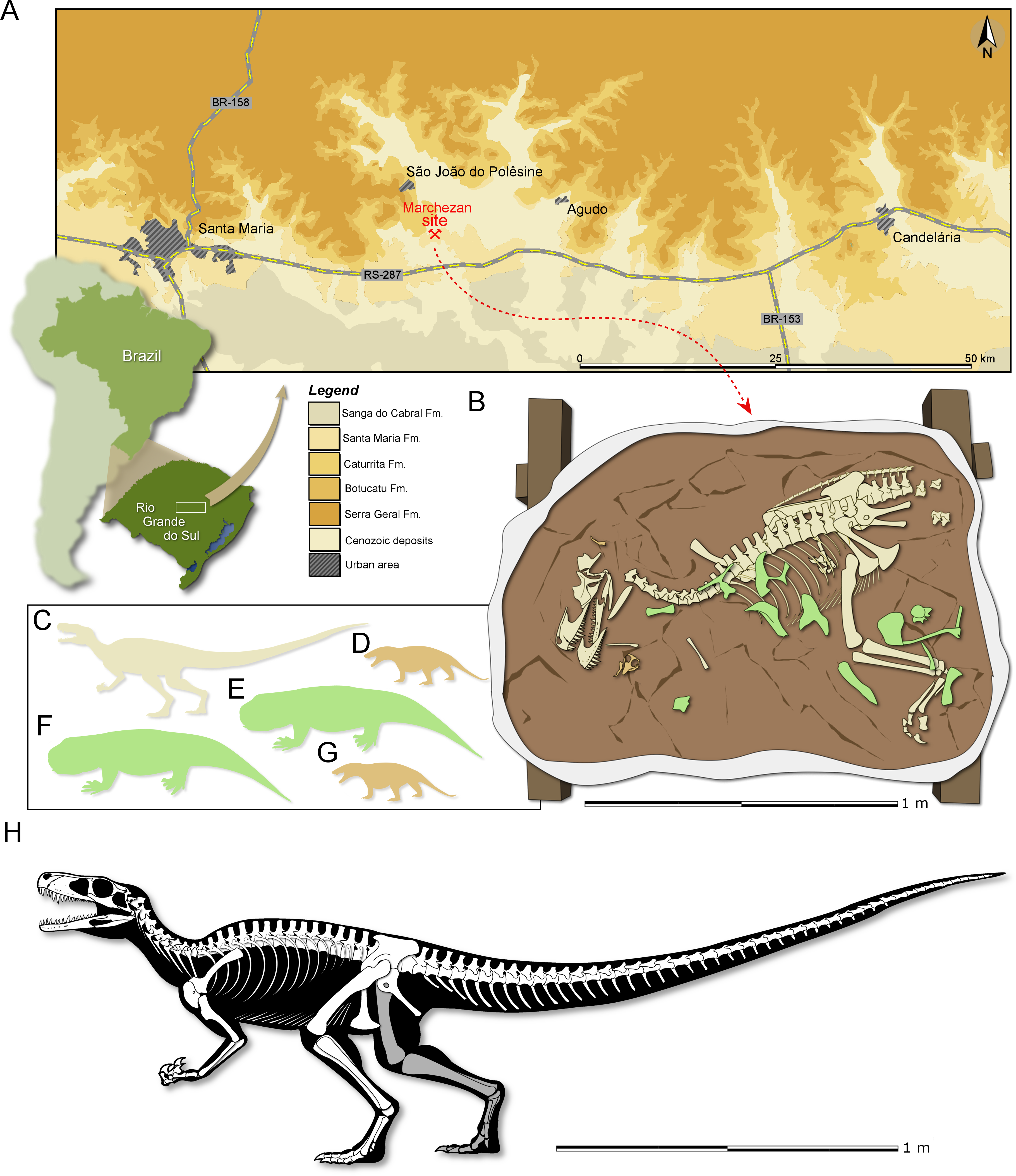
Ubicación y fauna del sitio Marchezan.

El espécimen holotipo , CAPPA/UFSM 0009, es un esqueleto casi completo y parcialmente articulado, que carece solo de porciones de la cintura escapular izquierda y la extremidad anterior izquierda. Fue encontrado en 2014 en el sitio de Marchezan, en el municipio de São João do Polêsine, Rio Grande do Sul, Brasil. Esta localidad conserva rocas de la formación Santa María en la secuencia Candelária de la cuenca del Paraná. El esqueleto se fosilizó dentro de una capa de barro, junto con pequeños esqueletos articulados de cinodontes prozostrodontes. Esta capa de barro se cubrió con una capa de arenisca que contenía restos desarticulados de un rincosaurio. Estos restos fósiles son indicativos de una comunidad diversa de animales en Marchezan. Camas Estratigráficamente correlacionados desde un sitio cercano estaban fechadas en el medio de la etapa Carniense del Triásico tardío, hace alrededor de 233.23 ± 0,73 millones de años.
El género monoespecífico fue nombrado y descrito por Cristian Pacheco, Rodrigo Temp Müller, Max Langer, Flávio Augusto Pretto, Leonardo Kerber y Sérgio Dias da Silva en un artículo publicado en 2019. El nombre genérico se deriva del griego gnathos, "mandíbula" y del latín Vorax, "voraz", de vorō, "devorar", + -āx, "inclinado a". El epíteto específico fue dado en honor del Dr. Sérgio Furtado Cabreira, el paleontólogo que encontró el espécimen.

## Clasificación
Gnathovorax era miembro de los Herrerasauridae, un grupo de dinosaurios carnívoros pequeños a medianos. El documento que describe Gnathovorax contenía un análisis cladístico que argumentaba que los Herrerasauridae son Saurischia basales, fuera de Theropoda y Sauropodomorpha. Dentro de Herrerasauridae, Gnathovorax fue encontrado en una politomía con Herrerasaurus y Sanjuansaurus.

### Filogenia

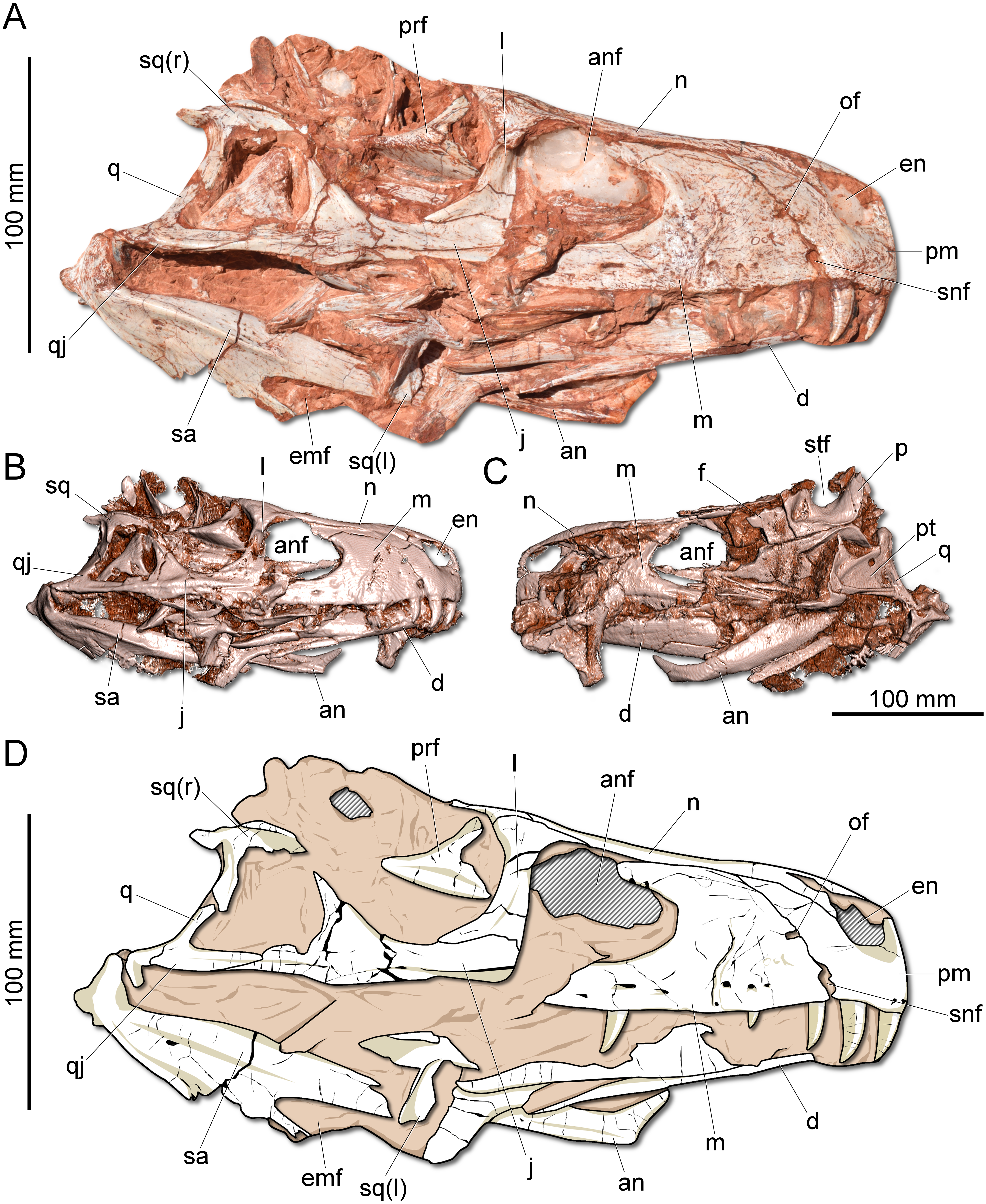
Fotografía, escaneos 3D e ilustración del cráneo del espécimen.

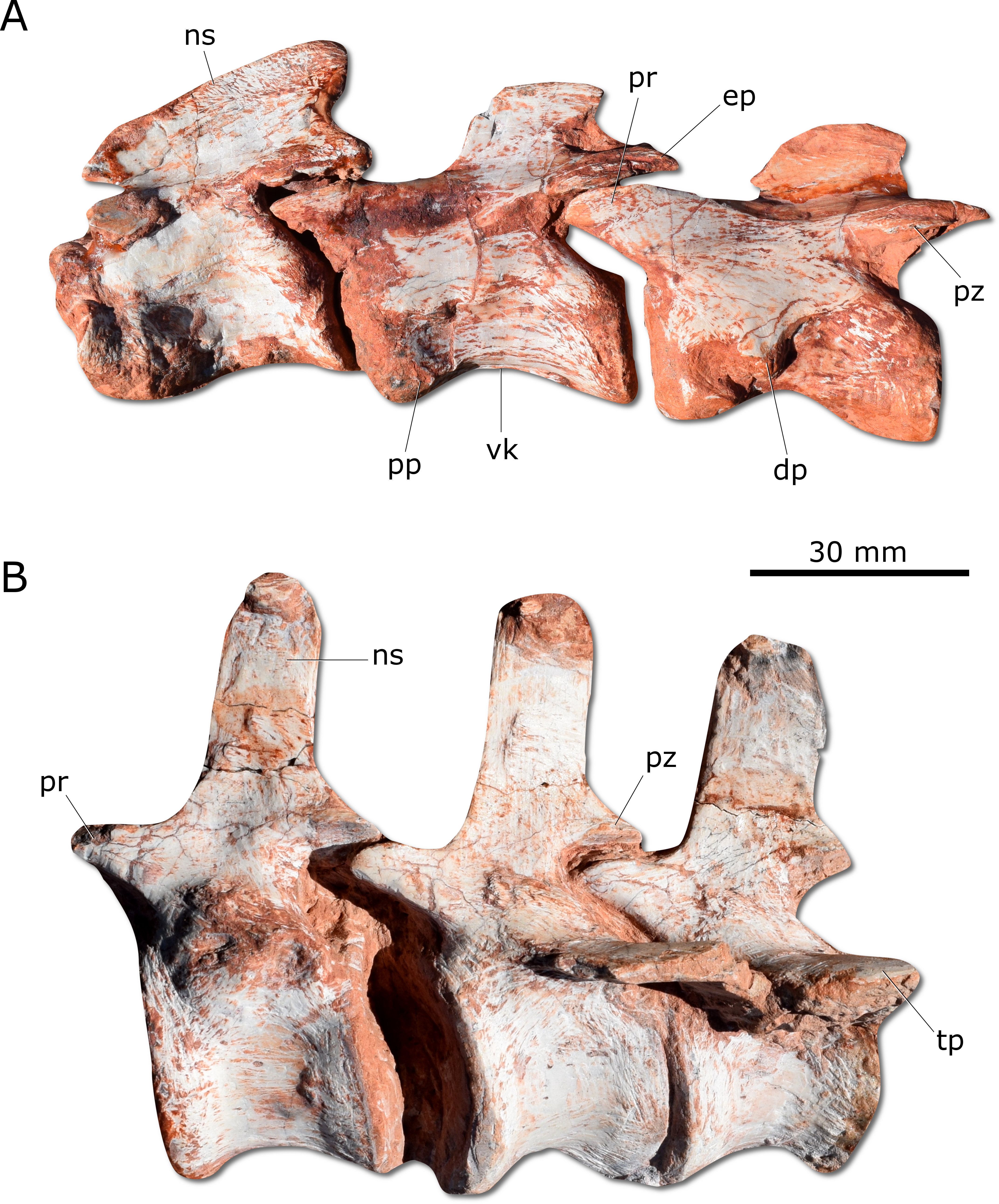
Vértebras del cuello y la cola.

|  | Staurikosaurus                                                                                |
|  |                                                                                               |
|  | \| \| Sanjuansaurus \| \| \| \| \| \| Herrerasaurus \| \| \| \| \| \| Gnathovorax \| \| \| \| |
|  |                                                                                               |
|  | Sanjuansaurus                                                                                 |
|  |                                                                                               |
|  | Herrerasaurus                                                                                 |
|  |                                                                                               |
|  | Gnathovorax                                                                                   |
|  |                                                                                               |

|  | Sanjuansaurus |
|  |               |
|  | Herrerasaurus |
|  |               |
|  | Gnathovorax   |
|  |               |

|  | Tawa         |
|  |              |
|  | Chindesaurus |
|  |              |

|  | Guaibasaurus                                                  |
|  |                                                               |
|  | \| \| Theropoda \| \| \| \| \| \| Sauropodomorpha \| \| \| \| |
|  |                                                               |
|  | Theropoda                                                     |
|  |                                                               |
|  | Sauropodomorpha                                               |
|  |                                                               |

|  | Theropoda       |
|  |                 |
|  | Sauropodomorpha |
|  |                 |

|  | Guaibasaurus                                                  |
|  |                                                               |
|  | \| \| Theropoda \| \| \| \| \| \| Sauropodomorpha \| \| \| \| |
|  |                                                               |
|  | Theropoda                                                     |
|  |                                                               |
|  | Sauropodomorpha                                               |
|  |                                                               |

|  | Theropoda       |
|  |                 |
|  | Sauropodomorpha |
|  |                 |

|  | Tawa         |
|  |              |
|  | Chindesaurus |
|  |              |

|  | Guaibasaurus                                                  |
|  |                                                               |
|  | \| \| Theropoda \| \| \| \| \| \| Sauropodomorpha \| \| \| \| |
|  |                                                               |
|  | Theropoda                                                     |
|  |                                                               |
|  | Sauropodomorpha                                               |
|  |                                                               |

|  | Theropoda       |
|  |                 |
|  | Sauropodomorpha |
|  |                 |

|  | Guaibasaurus                                                  |
|  |                                                               |
|  | \| \| Theropoda \| \| \| \| \| \| Sauropodomorpha \| \| \| \| |
|  |                                                               |
|  | Theropoda                                                     |
|  |                                                               |
|  | Sauropodomorpha                                               |
|  |                                                               |

|  | Theropoda       |
|  |                 |
|  | Sauropodomorpha |
|  |                 |

|  | Tawa         |
|  |              |
|  | Chindesaurus |
|  |              |

|  | Guaibasaurus                                                  |
|  |                                                               |
|  | \| \| Theropoda \| \| \| \| \| \| Sauropodomorpha \| \| \| \| |
|  |                                                               |
|  | Theropoda                                                     |
|  |                                                               |
|  | Sauropodomorpha                                               |
|  |                                                               |

|  | Theropoda       |
|  |                 |
|  | Sauropodomorpha |
|  |                 |

|  | Guaibasaurus                                                  |
|  |                                                               |
|  | \| \| Theropoda \| \| \| \| \| \| Sauropodomorpha \| \| \| \| |
|  |                                                               |
|  | Theropoda                                                     |
|  |                                                               |
|  | Sauropodomorpha                                               |
|  |                                                               |

|  | Theropoda       |
|  |                 |
|  | Sauropodomorpha |
|  |                 |

|  | Tawa         |
|  |              |
|  | Chindesaurus |
|  |              |

|  | Guaibasaurus                                                  |
|  |                                                               |
|  | \| \| Theropoda \| \| \| \| \| \| Sauropodomorpha \| \| \| \| |
|  |                                                               |
|  | Theropoda                                                     |
|  |                                                               |
|  | Sauropodomorpha                                               |
|  |                                                               |

|  | Theropoda       |
|  |                 |
|  | Sauropodomorpha |
|  |                 |

|  | Guaibasaurus                                                  |
|  |                                                               |
|  | \| \| Theropoda \| \| \| \| \| \| Sauropodomorpha \| \| \| \| |
|  |                                                               |
|  | Theropoda                                                     |
|  |                                                               |
|  | Sauropodomorpha                                               |
|  |                                                               |

|  | Theropoda       |
|  |                 |
|  | Sauropodomorpha |
|  |                 |

|  | Staurikosaurus                                                                                |
|  |                                                                                               |
|  | \| \| Sanjuansaurus \| \| \| \| \| \| Herrerasaurus \| \| \| \| \| \| Gnathovorax \| \| \| \| |
|  |                                                                                               |
|  | Sanjuansaurus                                                                                 |
|  |                                                                                               |
|  | Herrerasaurus                                                                                 |
|  |                                                                                               |
|  | Gnathovorax                                                                                   |
|  |                                                                                               |

|  | Sanjuansaurus |
|  |               |
|  | Herrerasaurus |
|  |               |
|  | Gnathovorax   |
|  |               |

|  | Tawa         |
|  |              |
|  | Chindesaurus |
|  |              |

|  | Guaibasaurus                                                  |
|  |                                                               |
|  | \| \| Theropoda \| \| \| \| \| \| Sauropodomorpha \| \| \| \| |
|  |                                                               |
|  | Theropoda                                                     |
|  |                                                               |
|  | Sauropodomorpha                                               |
|  |                                                               |

|  | Theropoda       |
|  |                 |
|  | Sauropodomorpha |
|  |                 |

|  | Guaibasaurus                                                  |
|  |                                                               |
|  | \| \| Theropoda \| \| \| \| \| \| Sauropodomorpha \| \| \| \| |
|  |                                                               |
|  | Theropoda                                                     |
|  |                                                               |
|  | Sauropodomorpha                                               |
|  |                                                               |

|  | Theropoda       |
|  |                 |
|  | Sauropodomorpha |
|  |                 |

|  | Tawa         |
|  |              |
|  | Chindesaurus |
|  |              |

|  | Guaibasaurus                                                  |
|  |                                                               |
|  | \| \| Theropoda \| \| \| \| \| \| Sauropodomorpha \| \| \| \| |
|  |                                                               |
|  | Theropoda                                                     |
|  |                                                               |
|  | Sauropodomorpha                                               |
|  |                                                               |

|  | Theropoda       |
|  |                 |
|  | Sauropodomorpha |
|  |                 |

|  | Guaibasaurus                                                  |
|  |                                                               |
|  | \| \| Theropoda \| \| \| \| \| \| Sauropodomorpha \| \| \| \| |
|  |                                                               |
|  | Theropoda                                                     |
|  |                                                               |
|  | Sauropodomorpha                                               |
|  |                                                               |

|  | Theropoda       |
|  |                 |
|  | Sauropodomorpha |
|  |                 |

|  | Tawa         |
|  |              |
|  | Chindesaurus |
|  |              |

|  | Guaibasaurus                                                  |
|  |                                                               |
|  | \| \| Theropoda \| \| \| \| \| \| Sauropodomorpha \| \| \| \| |
|  |                                                               |
|  | Theropoda                                                     |
|  |                                                               |
|  | Sauropodomorpha                                               |
|  |                                                               |

|  | Theropoda       |
|  |                 |
|  | Sauropodomorpha |
|  |                 |

|  | Guaibasaurus                                                  |
|  |                                                               |
|  | \| \| Theropoda \| \| \| \| \| \| Sauropodomorpha \| \| \| \| |
|  |                                                               |
|  | Theropoda                                                     |
|  |                                                               |
|  | Sauropodomorpha                                               |
|  |                                                               |

|  | Theropoda       |
|  |                 |
|  | Sauropodomorpha |
|  |                 |

|  | Tawa         |
|  |              |
|  | Chindesaurus |
|  |              |

|  | Guaibasaurus                                                  |
|  |                                                               |
|  | \| \| Theropoda \| \| \| \| \| \| Sauropodomorpha \| \| \| \| |
|  |                                                               |
|  | Theropoda                                                     |
|  |                                                               |
|  | Sauropodomorpha                                               |
|  |                                                               |

|  | Theropoda       |
|  |                 |
|  | Sauropodomorpha |
|  |                 |

|  | Guaibasaurus                                                  |
|  |                                                               |
|  | \| \| Theropoda \| \| \| \| \| \| Sauropodomorpha \| \| \| \| |
|  |                                                               |
|  | Theropoda                                                     |
|  |                                                               |
|  | Sauropodomorpha                                               |
|  |                                                               |

|  | Theropoda       |
|  |                 |
|  | Sauropodomorpha |
|  |                 |

|  | Staurikosaurus                                                                                |
|  |                                                                                               |
|  | \| \| Sanjuansaurus \| \| \| \| \| \| Herrerasaurus \| \| \| \| \| \| Gnathovorax \| \| \| \| |
|  |                                                                                               |
|  | Sanjuansaurus                                                                                 |
|  |                                                                                               |
|  | Herrerasaurus                                                                                 |
|  |                                                                                               |
|  | Gnathovorax                                                                                   |
|  |                                                                                               |

|  | Sanjuansaurus |
|  |               |
|  | Herrerasaurus |
|  |               |
|  | Gnathovorax   |
|  |               |

|  | Tawa         |
|  |              |
|  | Chindesaurus |
|  |              |

|  | Guaibasaurus                                                  |
|  |                                                               |
|  | \| \| Theropoda \| \| \| \| \| \| Sauropodomorpha \| \| \| \| |
|  |                                                               |
|  | Theropoda                                                     |
|  |                                                               |
|  | Sauropodomorpha                                               |
|  |                                                               |

|  | Theropoda       |
|  |                 |
|  | Sauropodomorpha |
|  |                 |

|  | Guaibasaurus                                                  |
|  |                                                               |
|  | \| \| Theropoda \| \| \| \| \| \| Sauropodomorpha \| \| \| \| |
|  |                                                               |
|  | Theropoda                                                     |
|  |                                                               |
|  | Sauropodomorpha                                               |
|  |                                                               |

|  | Theropoda       |
|  |                 |
|  | Sauropodomorpha |
|  |                 |

|  | Tawa         |
|  |              |
|  | Chindesaurus |
|  |              |

|  | Guaibasaurus                                                  |
|  |                                                               |
|  | \| \| Theropoda \| \| \| \| \| \| Sauropodomorpha \| \| \| \| |
|  |                                                               |
|  | Theropoda                                                     |
|  |                                                               |
|  | Sauropodomorpha                                               |
|  |                                                               |

|  | Theropoda       |
|  |                 |
|  | Sauropodomorpha |
|  |                 |

|  | Guaibasaurus                                                  |
|  |                                                               |
|  | \| \| Theropoda \| \| \| \| \| \| Sauropodomorpha \| \| \| \| |
|  |                                                               |
|  | Theropoda                                                     |
|  |                                                               |
|  | Sauropodomorpha                                               |
|  |                                                               |

|  | Theropoda       |
|  |                 |
|  | Sauropodomorpha |
|  |                 |

|  | Tawa         |
|  |              |
|  | Chindesaurus |
|  |              |

|  | Guaibasaurus                                                  |
|  |                                                               |
|  | \| \| Theropoda \| \| \| \| \| \| Sauropodomorpha \| \| \| \| |
|  |                                                               |
|  | Theropoda                                                     |
|  |                                                               |
|  | Sauropodomorpha                                               |
|  |                                                               |

|  | Theropoda       |
|  |                 |
|  | Sauropodomorpha |
|  |                 |

|  | Guaibasaurus                                                  |
|  |                                                               |
|  | \| \| Theropoda \| \| \| \| \| \| Sauropodomorpha \| \| \| \| |
|  |                                                               |
|  | Theropoda                                                     |
|  |                                                               |
|  | Sauropodomorpha                                               |
|  |                                                               |

|  | Theropoda       |
|  |                 |
|  | Sauropodomorpha |
|  |                 |

|  | Tawa         |
|  |              |
|  | Chindesaurus |
|  |              |

|  | Guaibasaurus                                                  |
|  |                                                               |
|  | \| \| Theropoda \| \| \| \| \| \| Sauropodomorpha \| \| \| \| |
|  |                                                               |
|  | Theropoda                                                     |
|  |                                                               |
|  | Sauropodomorpha                                               |
|  |                                                               |

|  | Theropoda       |
|  |                 |
|  | Sauropodomorpha |
|  |                 |

|  | Guaibasaurus                                                  |
|  |                                                               |
|  | \| \| Theropoda \| \| \| \| \| \| Sauropodomorpha \| \| \| \| |
|  |                                                               |
|  | Theropoda                                                     |
|  |                                                               |
|  | Sauropodomorpha                                               |
|  |                                                               |

|  | Theropoda       |
|  |                 |
|  | Sauropodomorpha |
|  |                 |

|  | Staurikosaurus                                                                                |
|  |                                                                                               |
|  | \| \| Sanjuansaurus \| \| \| \| \| \| Herrerasaurus \| \| \| \| \| \| Gnathovorax \| \| \| \| |
|  |                                                                                               |
|  | Sanjuansaurus                                                                                 |
|  |                                                                                               |
|  | Herrerasaurus                                                                                 |
|  |                                                                                               |
|  | Gnathovorax                                                                                   |
|  |                                                                                               |

|  | Sanjuansaurus |
|  |               |
|  | Herrerasaurus |
|  |               |
|  | Gnathovorax   |
|  |               |

|  | Tawa         |
|  |              |
|  | Chindesaurus |
|  |              |

|  | Guaibasaurus                                                  |
|  |                                                               |
|  | \| \| Theropoda \| \| \| \| \| \| Sauropodomorpha \| \| \| \| |
|  |                                                               |
|  | Theropoda                                                     |
|  |                                                               |
|  | Sauropodomorpha                                               |
|  |                                                               |

|  | Theropoda       |
|  |                 |
|  | Sauropodomorpha |
|  |                 |

|  | Guaibasaurus                                                  |
|  |                                                               |
|  | \| \| Theropoda \| \| \| \| \| \| Sauropodomorpha \| \| \| \| |
|  |                                                               |
|  | Theropoda                                                     |
|  |                                                               |
|  | Sauropodomorpha                                               |
|  |                                                               |

|  | Theropoda       |
|  |                 |
|  | Sauropodomorpha |
|  |                 |

|  | Tawa         |
|  |              |
|  | Chindesaurus |
|  |              |

|  | Guaibasaurus                                                  |
|  |                                                               |
|  | \| \| Theropoda \| \| \| \| \| \| Sauropodomorpha \| \| \| \| |
|  |                                                               |
|  | Theropoda                                                     |
|  |                                                               |
|  | Sauropodomorpha                                               |
|  |                                                               |

|  | Theropoda       |
|  |                 |
|  | Sauropodomorpha |
|  |                 |

|  | Guaibasaurus                                                  |
|  |                                                               |
|  | \| \| Theropoda \| \| \| \| \| \| Sauropodomorpha \| \| \| \| |
|  |                                                               |
|  | Theropoda                                                     |
|  |                                                               |
|  | Sauropodomorpha                                               |
|  |                                                               |

|  | Theropoda       |
|  |                 |
|  | Sauropodomorpha |
|  |                 |

|  | Tawa         |
|  |              |
|  | Chindesaurus |
|  |              |

|  | Guaibasaurus                                                  |
|  |                                                               |
|  | \| \| Theropoda \| \| \| \| \| \| Sauropodomorpha \| \| \| \| |
|  |                                                               |
|  | Theropoda                                                     |
|  |                                                               |
|  | Sauropodomorpha                                               |
|  |                                                               |

|  | Theropoda       |
|  |                 |
|  | Sauropodomorpha |
|  |                 |

|  | Guaibasaurus                                                  |
|  |                                                               |
|  | \| \| Theropoda \| \| \| \| \| \| Sauropodomorpha \| \| \| \| |
|  |                                                               |
|  | Theropoda                                                     |
|  |                                                               |
|  | Sauropodomorpha                                               |
|  |                                                               |

|  | Theropoda       |
|  |                 |
|  | Sauropodomorpha |
|  |                 |

|  | Tawa         |
|  |              |
|  | Chindesaurus |
|  |              |

|  | Guaibasaurus                                                  |
|  |                                                               |
|  | \| \| Theropoda \| \| \| \| \| \| Sauropodomorpha \| \| \| \| |
|  |                                                               |
|  | Theropoda                                                     |
|  |                                                               |
|  | Sauropodomorpha                                               |
|  |                                                               |

|  | Theropoda       |
|  |                 |
|  | Sauropodomorpha |
|  |                 |

|  | Guaibasaurus                                                  |
|  |                                                               |
|  | \| \| Theropoda \| \| \| \| \| \| Sauropodomorpha \| \| \| \| |
|  |                                                               |
|  | Theropoda                                                     |
|  |                                                               |
|  | Sauropodomorpha                                               |
|  |                                                               |

|  | Theropoda       |
|  |                 |
|  | Sauropodomorpha |
|  |                 |

## Paleobiología

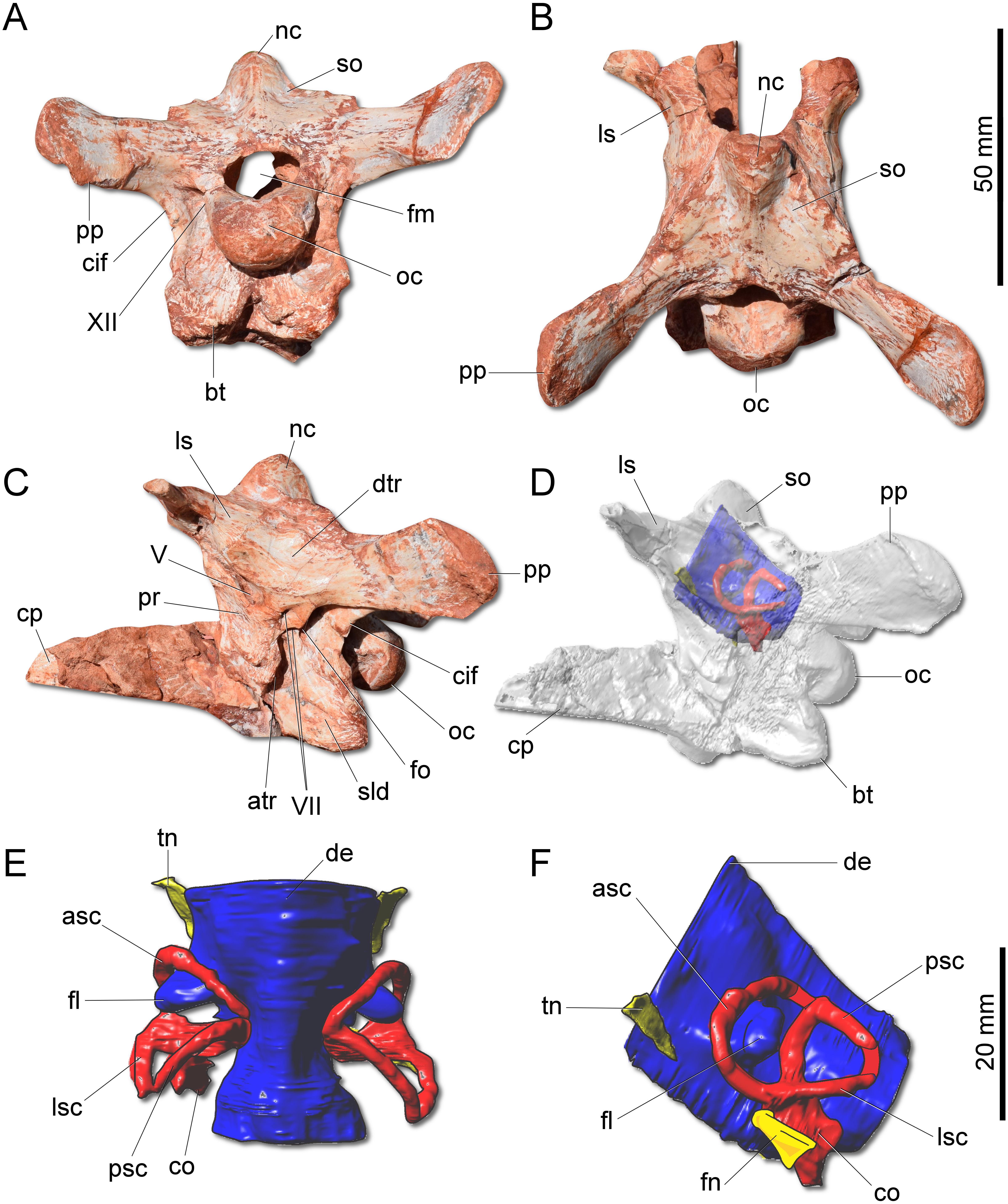
Base del cráneo y molde virtual

El esqueleto holotipo de Gnathovorax está tan bien conservado que sus descriptores pudieron reconstruir un molde interior digital del cerebro. Poseía un gran lóbulo de la fosa floccular del cerebelo, una parte del cerebro generalmente, pero no universalmente, considerada útil para el control motor del ojo, la cabeza y el cuello. Estas características significan que la mayoría de los paleontólogos consideran que una fosa floccular grande es indicativo de un estilo de vida depredador activo, lo que explica por qué se reduce en sauropodomorfos posteriores, pero no en la mayoría de los terópodos. Estos datos de tejidos blandos proporcionados por Gnathovorax es congruente con otras pruebas de carnivoría en herrerasáuridos, como la estructura de sus dientes y garras. Las proporciones de los dientes de las herrerasáuridos y los sauropodomorfos carnívoros basales se superponen ligeramente con los terópodos según un análisis de variación morfológica, pero las herrerasáuridos y los sauropodomorfos no se superponen entre sí. Se infiere que durante la etapa carniana del Triásico, las herrerasáuridos ocupaban grandes nichos depredadores, mientras que los pequeños sauropodomorfos basales ocupaban pequeños nichos carnívoros y omnívoros. Después de la extinción de herrerasáuridos y sauropodomorfos carnívoros en Noriense, los terópodos se convirtieron en los dinosaurios depredadores dominantes en niveles múltiples, alentando a los sauropodomorfos a adquirir ecologías más grandes y más centradas en la herbivoría.